# تترااتیل‌قلع
تترااتیل‌قلع (به انگلیسی: Tetraethyltin) یک ترکیب شیمیایی با شناسه پاب‌کم ۱۱۷۰۴ است. شکل ظاهری این ترکیب، مایع بی‌رنگ است.